# Kinyika Island
Kinyika Island är en ö i Kenya.   Den ligger i länet Lamu, i den sydöstra delen av landet, 500 km öster om huvudstaden Nairobi.
Terrängen på Kinyika Island är varierad.